# Hong Sang-soo
Hong Sang-soo  (en hangul, 홍상수; en hanja, 洪常秀; Seúl, 25 de octubre de 1961) es un director de cine y guionista surcoreano.

## Carrera
Hong Sang-soo inició su formación como director de cine en la Universidad Chung-Ang, en Corea del Sur, antes de trasladarse a Estados Unidos para cursar un grado B.A. y un máster en el College of Arts and Crafts de California. Hizo su debut como director a los 35 años con el filme The Day a Pig Fell into the Well, en 1996. Alabada por la crítica coreana por su originalidad, la película recibió muchos premios internacionales.
Según la crítica, las películas de Hong retratan la vida diaria de la sociedad coreana de una manera incisiva, dando mucha importancia a las relaciones humanas. El director señala que su cine no es autobiográfico pero "reconoce que a menudo utiliza diálogos que oye a su alrededor, o que emplean los propios intérpretes, pero necesita que sean cercanos a cómo se siente él mismo en cada momento de su vida".
A pesar de que la mayoría de sus trabajos no han cosechado grandes éxitos comerciales, Hong es uno de los mejores directores de cine coreanos presentes en el panorama internacional. Y aunque trabaja con presupuestos bajos, sus películas han participado en los festivales internacionales de cine más prestigiosos, como el Festival de Cannes, el Festival Internacional de Cine de Berlín o el Festival de Cine de San Sebastián entre otros.
Hong ha recibido importantes premios, como el premio Un certain régard en el Festival de Cannes de 2010 por Hahaha, el premio Leopardo de Plata a la Mejor Dirección en el Festival Internacional de cine de Locarno de 2013 por Our Sunhi, el premio Leopardo de Oro en el Festival Internacional de Cine de Locarno de 2015 por Right Now, Wrong Then. En el Festival Internacional de Cine de San Sebastián logró la Concha de Plata al mejor director en 2016 con la película Lo tuyo y tú. En 2022 presentó a concurso en San Sebastián la película Walk Up

## Vida personal

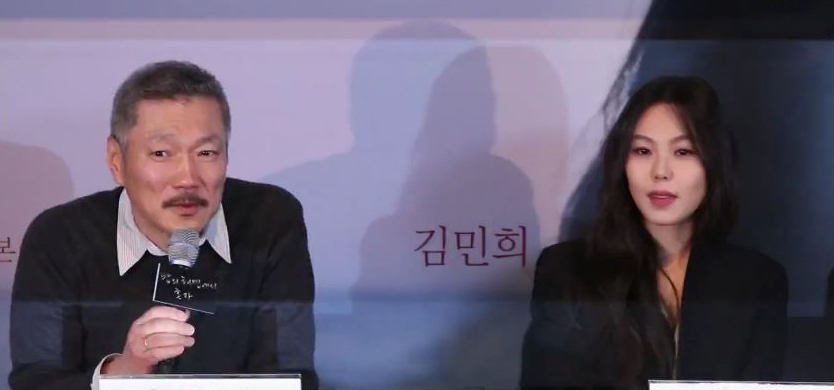
Hong Sangsoo y Kim Minhee en 2017

Casado en 1985 y con un hijo, en 2016 se anunció su separación después de conocerse su relación con la actriz Kim Min-hee En marzo de 2017 admitieron abiertamente su relación. Aunque Sang-soo solicitó el divorcio, el tribunal rechazó su solicitud en junio de 2019, señalando que sólo la parte perjudicada, en este caso la esposa de Hong, podría iniciar una separación legal, situación que ha generado controversia en su país.
En enero de 2025 los medios periodísticos surcoreanos informaron de que la actriz y el director esperaban un hijo que nacería en primavera. Ambos viajaron juntos a Berlín en febrero para presentar la película What Does That Nature Say to You, seleccionada para la sección competitiva de la Berlinale.

## Filmografía
| Año  | Título                                                   | Hangul                           | Notas        | Ref.                 |
| ---- | -------------------------------------------------------- | -------------------------------- | ------------ | -------------------- |
| 1996 | The Day a Pig Fell into the Well                         | 돼지가 우물에 빠진 날            |              |                      |
| 1998 | The Power of Kangwon Province                            | 강원도의 힘                      |              |                      |
| 2000 | Virgin Stripped Bare by Her Bachelors                    | 오! 수정                         |              |                      |
| 2002 | On the Occasion of Remembering the Turning Gat           | 생활의 발견                      |              |                      |
| 2004 | Woman Is the Future of Man                               | 여자는 남자의 미래다             |              |                      |
| 2005 | Tale of Cinema                                           | 극장전                           |              |                      |
| 2006 | Woman on the Beach                                       | 해변의 여인                      |              |                      |
| 2008 | Night and Day                                            | 밤과 낮                          |              |                      |
| 2009 | Like You Know It All                                     | 잘 알지도 못하면서               |              |                      |
| 2009 | Jeonju Digital Project "Visitors": Lost in the Mountains | 어떤 방문: 첩첩산중              | Cortometraje |                      |
| 2010 | Hahaha                                                   | 하하하                           |              | [ 16 ] [ 17 ] [ 18 ] |
| 2010 | Oki's Movie                                              | 옥희의 영화                      |              |                      |
| 2011 | The Day He Arrives                                       | 북촌방향                         |              | [ 19 ] [ 20 ]        |
| 2011 | List                                                     | 리스트                           | Cortometraje |                      |
| 2012 | En otro país                                             | 다른 나라에서                    |              | [ 21 ] [ 22 ]        |
| 2013 | Nobody's Daughter Haewon                                 | 누구의 딸도 아닌 해원            |              |                      |
| 2013 | Our Sunhi                                                | 우리 선희                        |              |                      |
| 2013 | Venice 70: Future Reloaded                               | 홍 상수 베니스 70: 미래 리로디드 | Cortometraje |                      |
| 2014 | Hill of Freedom                                          | 자유의 언덕                      |              |                      |
| 2015 | Right Now, Wrong Then                                    | 지금은맞고그때는틀리다           |              |                      |
| 2016 | Lo tuyo y tú                                             | 당신자신과 당신의 것             |              |                      |
| 2017 | En la playa sola de noche                                | 밤의 해변에서 혼자               |              |                      |
| 2017 | La cámara de Claire                                      | 클레어의 카메라                  |              |                      |
| 2017 | The Day After                                            | 그 후                            |              | [ 23 ]               |
| 2018 | Grass                                                    | 풀잎들                           |              | [ 24 ]               |
| 2018 | Gangbyun Hotel                                           | 강변 호텔, “Hotel by the River”  |              |                      |
| 2019 | La mujer que escapó                                      | 도망친 여자                      |              | [ 25 ]               |
| 2021 | Introduction                                             | 인트로덕션                       |              | [ 26 ]               |
| 2021 | In Front of Your Face                                    | 당신 얼굴 앞에서                 |              | [ 27 ]               |
| 2022 | La película de la novelista                              | 소설가의 영화                    |              | [ 28 ]               |
| 2022 | En lo alto                                               | 탑                               |              | [ 29 ] [ 30 ]        |
| 2023 | En agua                                                  | 물안에서                         |              |                      |
| 2023 | En nuestro día                                           | 우리의 하루                      |              | [ 31 ]               |
| 2024 | A Traveler’s Needs                                       | 여행자의 필요                    |              | [ 32 ] [ 33 ]        |
| 2024 | By the Stream                                            | 수유천                           |              | [ 34 ]               |
| 2025 | What Does That Nature Say to You                         | 그 자연이 네게 뭐라고 하니       |              | [ 35 ]               |

## Premios y distinciones
Festival Internacional de Cine de Cannes
| Año  | Categoría                | Película | Resultado | Ref.   |
| ---- | ------------------------ | -------- | --------- | ------ |
| 2010 | Premio Un Certain Regard | Ha ha ha | Ganador   | [ 36 ] |

Festival Internacional de Cine de San Sebastián
| Año  | Categoría                                      | Película            | Resultado | Ref.   |
| ---- | ---------------------------------------------- | ------------------- | --------- | ------ |
| 2016 | Concha de Plata al mejor director              | Lo tuyo y tú        | Ganador   | [ 37 ] |
| 2020 | Premio Zabaltegi-Tabakalera - Mención especial | La mujer que escapó | Ganador   | [ 38 ] |

- 1996 17th Blue Dragon Film Awards: Mejor Director Novel (The Day a Pig Fell into the Well)
- 1996 15th Vancouver International Film Festival: Dragons and Tigers Award (The Day a Pig Fell into the Well)
- 1996 16th Korean Association of Film Critics Awards: Mejor Director Novel (The Day a Pig Fell into the Well)
- 1996 21st Golden Cinematography Awards: Mejor Director Novel (The Day a Pig Fell into the Well)
- 1997 42nd Asia Pacific Film Festival: Mejor Director Novel (The Day a Pig Fell into the Well)
- 1997 International Film Festival Rotterdam: Tiger Award (The Day a Pig Fell into the Well)
- 1998 19th Blue Dragon Film Awards: Mejor Director; Mejor guion (The Power of Kangwon Province)
- 1999 Singapore International Film Festival: Mención especial NETPAC-FIPRESCI (The Power of Kangwon Province)
- 1999 Santa Barbara International Film Festival: Burning Vision Award (The Power of Kangwon Province)
- 2000 45th Asia Pacific Film Festival: Mejor guion (Virgin Stripped Bare by Her Bachelors)
- 2000 13th Tokyo International Film Festival: Premio Especial del Jurado (Virgin Stripped Bare by Her Bachelors)
- 2000 1st Busan Film Critics Awards: Mejor guion (Virgin Stripped Bare by Her Bachelors)
- 2002 47th Asia Pacific Film Festival: Mejor Director (On the Occasion of Remembering the Turning Gate)
- 2003 Seattle International Film Festival: Emerging Masters Showcase Award
- 2006 9th Director's Cut Awards: Mejor Director (Woman on the Beach)
- 2007 22nd Mar del Plata International Film Festival: Mejor Director (Woman on the Beach)
- 2008 28th Korean Association of Film Critics Awards: Mejor guion (Night and Day)
- 2010 19th Buil Film Awards: Best Director (Hahaha)
- 2011 40th International Film Festival Rotterdam: Return of the Tiger Award (Oki's Movie)
- 2011 2nd Korean Popular Culture and Arts Awards: Presidential Commendation
- 2012 21st Buil Film Awards: Yu Hyun-mok Film Arts Award
- 2013 66th Locarno International Film Festival: Mejor Director (Our Sunhi)
- 2013 14th Busan Film Critics Awards: Premio Especial del Jurado (Our Sunhi)
- 2014 23rd Buil Film Awards: Mejor Director (Our Sunhi)
- 2015 2nd Wildflower Film Awards: Mejor Director, Narrative Films (Hill of Freedom)[39]
- 2015 68th Locarno International Film Festival: Golden Leopard (Right Now, Wrong Then)
- 2015 53 Festival Internacional de Cine de Gijón: Mejor película (Right Now, Wrong Then)
- 2017 Jerusalem Film Festival: Best International Film (On the Beach at Night Alone)
- 2017 LA Film Festival: World Fiction Award (On the Beach at Night Alone)
- 2018 Festival Internacional de Cine de Gijón: Mejor película (Hotel by the River)
- 2018 Festival Internacional de Cine de Gijón: Mejor guion (Hotel by the River)
- 2022 Festival Internacional de Cine de Berlín: Gran Premio del Jurado (Oso de Plata) (The Novelist's Film).[40][41]
- 2024 Festival Internacional de Cine de Berlín de 2024:  Gran Premio del Jurado (Oso de Plata) (A Traveler’s Needs) [42][43]